# Fryerns
Fryerns – dzielnica miasta Basildon, w Anglii, w Esseksie, w dystrykcie Basildon. Leży 0,6 km od centrum miasta Basildon, 17,7 km od miasta Chelmsford i 40,1 km od Londynu. W 2011 roku dzielnica liczyła 13 118 mieszkańców.